# Personaggi di The Musketeers

I quattro protagonisti

Questa voce contiene un elenco dei personaggi presenti nella serie televisiva The Musketeers.

## Personaggi principali
- D'Artagnan (stagioni 1-3), interpretato da Luke Pasqualino, doppiato da Fabrizio Manfredi.
È un giovane spadaccino figlio di contadini che, in seguito alla morte del padre Alexandre avvenuta apparentemente per mano di Athos, prende la decisione di trasferirsi a Parigi per vendicarsi, salvo poi scoprire l'innocenza di Athos stesso; inizialmente entra nel corpo dei moschettieri del capitano Tréville come apprendista per poi venir definitivamente promosso moschettiere del Re. A Parigi vive come ospite presso la casa di Jacques Michel Bonacieux, dove s'invaghisce della moglie Constance. In seguito alla morte del marito, D'Artagnan sposa Constance. Alla fine della terza stagione, diventa capitano dei moschettieri.
- Athos (stagioni 1-3), interpretato da Tom Burke, doppiato da Fabio Boccanera.
È il leader dei moschettieri del capitano Tréville, il più carismatico del gruppo nonché il più abile nel combattimento con la spada. È angosciato dal proprio passato di conte decaduto e di giustiziere dell'ex moglie Milady de Winter, responsabile quest'ultima della morte di Thomas, fratello di Athos: solo dopo scoprirà che Milady riuscì a salvarsi dall'esecuzione. Diventerà il capitano dei moschettieri, prendendo il posto di Treville. Alla fine, lascia i moschettieri per dedicarsi alla famiglia che sta costruendo con la giovane Sylvye. È molto protettivo nei confronti dei suoi amici, essendo fra di loro il più grande. Infatti, all'inizio della serie ha circa trent'anni.
- Porthos (stagioni 1-3), interpretato da Howard Charles, doppiato da Fabrizio Vidale.
È anche lui un moschettiere del Re sotto il comando di Tréville, il bonaccione del gruppo e fisicamente il più imponente, nonché il più abile nel combattimento a mani nude; Porthos crebbe come orfano in una corte dei miracoli di Parigi, e la madre biologica era una schiava africana, la quale morì quando il moschettiere aveva 5 anni di età, mentre il padre era il marchese Belgard, amico del Capitano Tréville e del Generale de Foix. Suo padre aveva sposato in segreto la madre di Porthos, ma la fece allontanare da Tréville quando era gravida per paura di non poter godere dell'eredità di famiglia. Tréville si è sempre sentito in colpa per questo, dunque si prese cura di Porthos, facendo di lui un moschettiere, Tréville lo rispetta molto, più volte ha elogiato le sue qualità affermando che Porthos è il moschettiere più valoroso che conosca. Conosce e sposa la giovane vedova Elodie, adottandone la figlia neonata che crescerà come sua. Viene inoltre promosso a generale.
- Aramis (stagioni 1-3), interpretato da Santiago Cabrera, doppiato da Niseem Onorato.
È un moschettiere che vive per l'avventura, impavido e donnaiolo; è il più abile del gruppo nell'uso del moschetto. In passato fu sposato con una donna dalla quale si separò in seguito alla perdita del figlio, scoprendo poi che l'ex moglie divenne suora in un convento. È spesso nei guai a causa delle sue tresche sentimentali clandestine, tra queste la più clamorosa è quella con la Regina Anna d'Asburgo che è probabilmente all'origine della nascita del primo erede, ma ebbe anche una relazione con Adele, amante del Cardinale Richelieu che quest'ultimo fece uccidere dopo aver scoperto la sua relazione con il moschettiere. Parla fluentemente lo spagnolo ed è fortemente religioso.
- Cardinale Richelieu (stagione 1), interpretato da Peter Capaldi, doppiato da Massimo Lodolo.
È il fidato braccio destro del Re, ma anche un arrivista senza scrupoli che pone gli interessi personali e della Francia sopra qualunque cosa, anche a costo di tradire i propri monarchi; il suo abuso di potere temporale gli ha creato parecchi nemici, tra questi lo Stato Pontificio ma anche Tréville e i suoi moschettieri. Maestro del raggiro e dell'inganno, per i suoi complotti si affida al proprio esercito di guardie rosse e alla spia Milady de Winter. Verrà celebrata la sua morte nel primo episodio della seconda serie.
- Re Luigi XIII (stagioni 1-3), interpretato da Ryan Gage, doppiato da Oreste Baldini.
È l'autoritario e inflessibile monarca di Francia. Il re appare spesso subdolo nelle sue brame di potere, pur se non sempre i suoi principi possono sembrare malefici. Ripone una gran fiducia sia nel Capitano Tréville che nel Cardinale Richelieu, benché non sospetti di ciò che quest'ultimo trama alle sue spalle. È un uomo dal carattere debole, inoltre è vanitoso e infantile, e ciò lo porta spesso a riporre fiducia nelle persone sbagliate, come il cardinale e Rochefort. In realtà si sente spesso solo e avrebbe per questo un gran bisogno di essere amato, pur trovando sempre le persone sbagliate, come sua madre o i suoi fratelli. È estremamente legato  a sua moglie Anna, nella quale ripone una fiducia immensa. Ama moltissimo il suo unico figlio, il delfino Luigi.
- Anna d'Asburgo (stagioni 1-3), interpretata da Alexandra Dowling, doppiata da Valentina Favazza.
È la giovane Regina di Francia. Razionale e indulgente, non sempre pare a suo agio al fianco di Re Luigi XIII. Soffre inizialmente di infertilità, poi risolta quando annuncia di essere incinta: prima dell'importante notizia ebbe una relazione clandestina con Aramis, infatti sia lui che la regina sono sicuri che il bambino sia il frutto del loro amore proibito. Alla morte del marito, diventa reggente per il figlio minorenne, il futuro Re Sole.
- Milady de Winter (stagioni 1-3), interpretata da Maimie McCoy, doppiata da Francesca Fiorentini.
È una subdola quanto spietata spia e assassina, la femme fatale dell'opera, al soldo del Cardinale Richelieu. Nota in precedenza come Anne de Breuil, venne strappata da una vita di povertà e crimini grazie al matrimonio con Athos, salvo poi venire giustiziata da quest'ultimo per l'omicidio del fratello Thomas, reo di aver scoperto il passato criminale della donna: Anne riuscì a scampare l'esecuzione, cambiò il proprio nome in Milady de Winter e iniziò a servire potenti fuorilegge in qualità di spia fino ad arrivare al Cardinale. Lei e d'Artagnan sono stati amanti. È ancora innamorata di Athos. In verità Milady non è una persona malvagia, le sue scelte più che altro sono spinte dell'istinto di sopravvivenza, lei ha sempre visto nel suo amore per Athos una possibilità di redenzione.
- Constance Bonacieux (stagioni 1-3), interpretata da Tamla Kari, doppiata da Domitilla D'Amico.
È la giovane e infelice moglie dello squattrinato sarto Jacques Michel Bonacieux. Accetta di affittare una camera della propria casa a d'Artagnan, e con il tempo s'innamorerà dello spadaccino. Ha un carattere deciso e coraggioso, ed è volenterosa nell'apprendere l'utilizzo di armi quali spada e pistola. Quando suo marito morirà, Constance finalmente potrà vivere il suo sogno d'amore con D'Artagnan, diventando poi sua moglie. È una dama di compagnia e amica della regina, e spesso si prende cura del delfino. Nella terza stagione diventa quasi a tutti gli effetti un moschettiere, e si lega in amicizia ad Athos, Porthos e Aramis.
- Capitano Tréville (stagioni 1-3), interpretato da Hugo Speer, doppiato da Angelo Maggi.
È il comandante a capo dei moschettieri del Re, un inflessibile leader con un gran senso di giustizia, nonostante conservi qualche scheletro nel proprio armadio. Verrà nominato Ministro della Guerra, mentre la sua carica di capitano verrà assegnata a Athos.
- Jacques Michel Bonacieux (stagioni 1-2), interpretato da Bo Poraj, doppiato da Roberto Certomà.
È un sarto di stoffe pregiate, senza fortune, che affitta una delle proprie camere a d'Artagnan per racimolare qualche soldo. È affezionato alla propria moglie Constance, sentimento non del tutto ricambiato da quest'ultima. Nella serie il più delle volte viene chiamato Monsieur Bonacieux. Sua moglie finirà con l'innamorarsi di D'Artagnan, e dirà a suo marito che il loro matrimonio è finito, ma lui con prepotenza, pur avendo capito che Constance non lo ama, non accetta l'umiliazione di farsi lasciare dalla moglie per un altro uomo, ma alla fine Bonacieux viene ucciso da un'assassina che voleva assassinare il cancelliere svedese con un colpo di freccia, scagliato dalla sua balestra. L'uomo muore dopo una lenta agonia, D'Artagnan cerca di aiutarlo ma Bonacieux muore tra le sue braccia, e prima si esalare l'ultimo respiro, esprime al moschettiere l'odio che prova per lui.
- Rochefort (stagione 2), interpretato da Marc Warren, doppiato da Christian Iansante.
Ex braccio destro del Cardinale Richelieu, con il quale ha in comune la bieca malvagità dei propri piani. Prigioniero della Spagna, alla morte del Cardinale farà ritorno a Parigi dove ne prenderà il posto al fianco dei monarchi che nutrono una fiducia cieca nei suoi confronti, senza minimamente sospettare che in realtà Rochefort è una spia degli spagnoli. Riuscirà a fare carriera entrando nelle grazie del Re, facendo leva sulla sua ingenuità. Prova una passione morbosa per la regina, infatti è stato messo in evidenza più volte il fatto che il suo desiderio di rovesciare l'impero dei re Luigi non è motivato dall'ambizione politica, ma dall'avere la regina Anna tutta per sé. Perderà completamente il controllo quando scoprirà che Anna e Aramis sono stati amanti, tanto da cercare di violentare la regina, la quale si difenderà ferendolo all'occhio, obbligandolo a portare una benda. Grazie ai moschettieri il Re scopre che Rochefort è una spia spagnola, infine D'Artagnan lo uccide.
- Lucien Grimaud (stagione 3), interpretato da Matthew McNulty.
- Feron (stagione 3), interpretato da Rupert Everett.

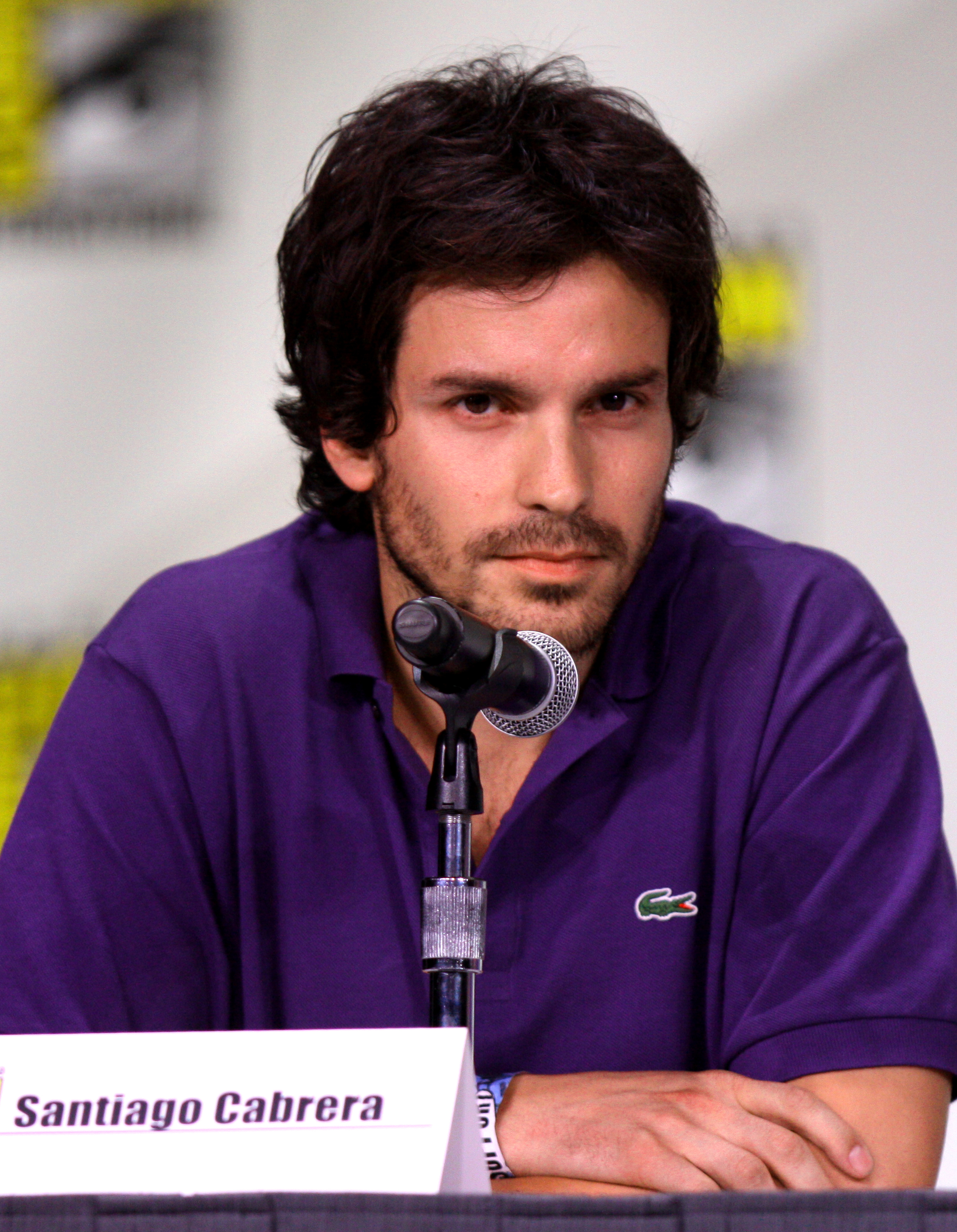
Santiago Cabrera interpreta Aramis
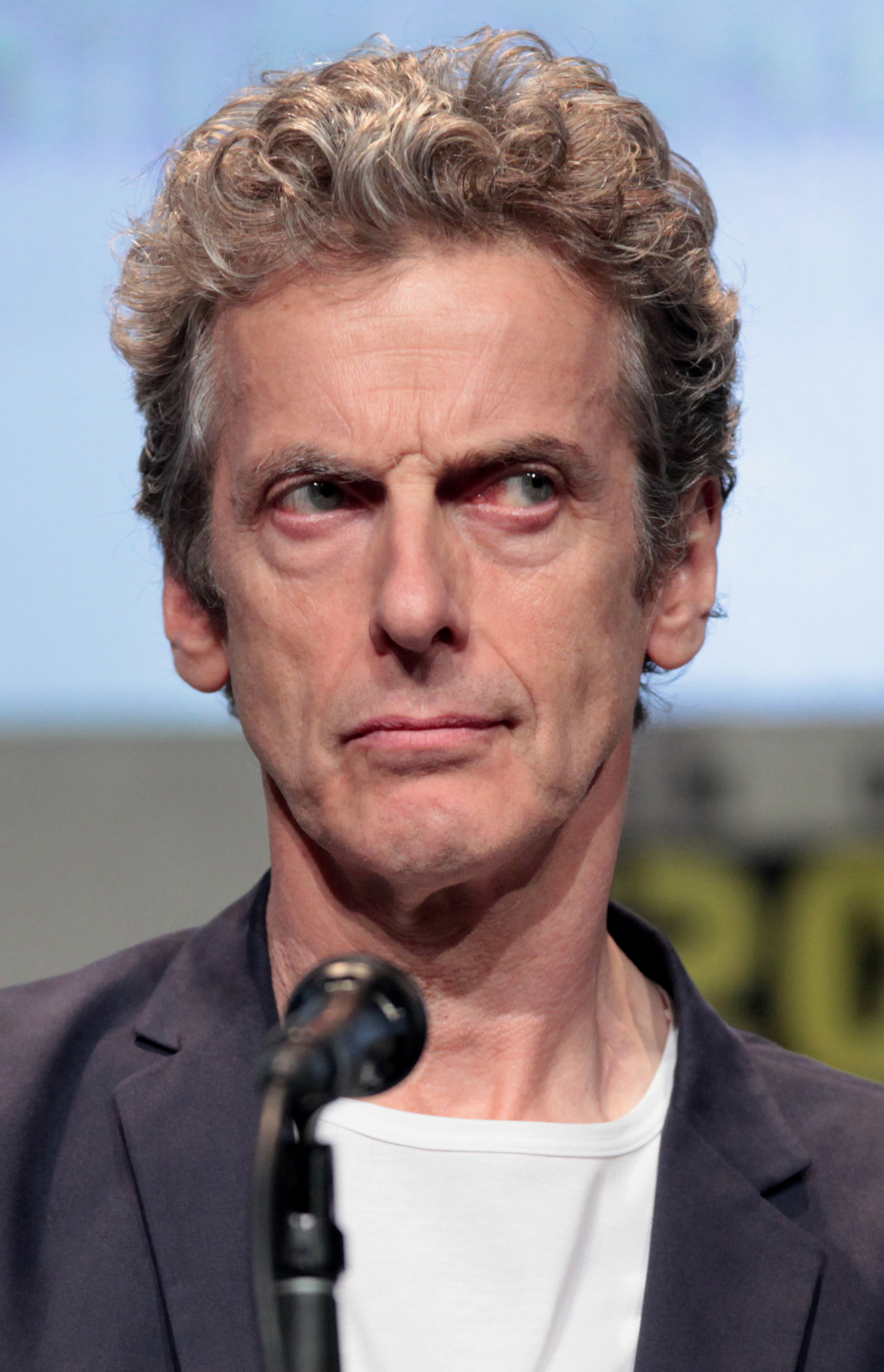
Peter Capaldi interpreta il Cardinale Richelieu
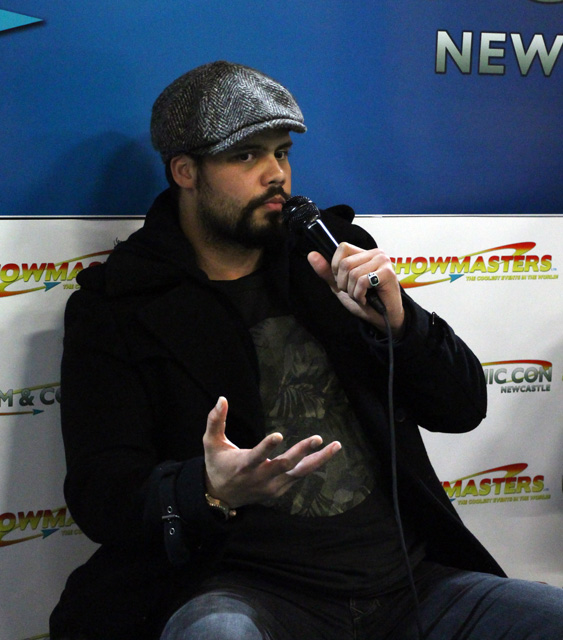
Howard Charles interpreta Porthos
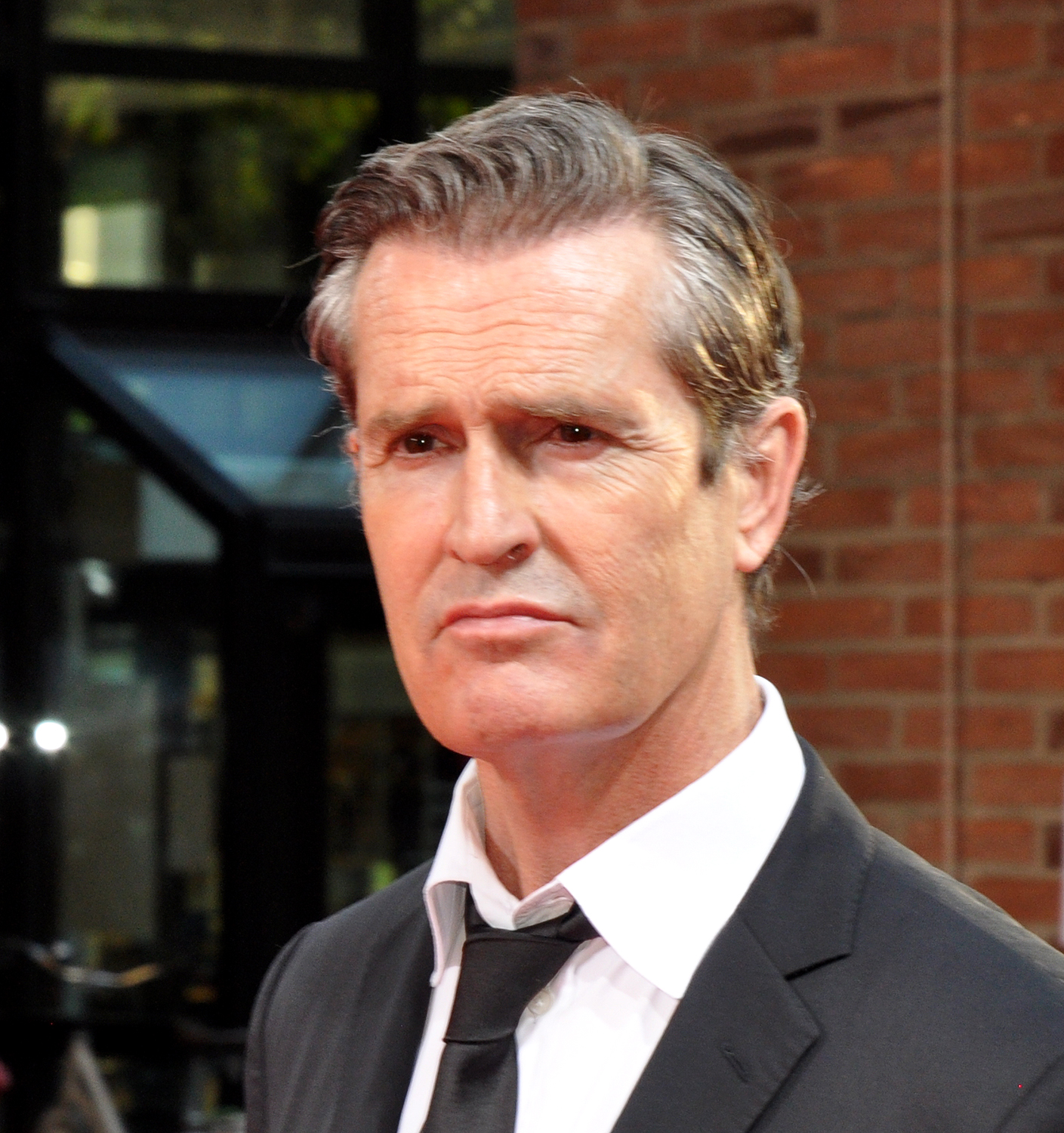
Rupert Everett interpreta Feron

## Personaggi secondari

### Introdotti nella prima stagione
- Vadim, interpretato da Jason Flemyng.
- Émile Bonnaire, interpretato da James Callis.
- Maria Bonnaire, interpretata da Anna Skellern.
- Marsac, interpretato da JJ Feild.
- Duca Vittorio di Savoia, interpretato da Vincent Regan.
- Duchessa Cristina di Savoia, interpretata da Phoebe Fox.
- Cancelliere Cluzet, interpretato da Simon Paisley Day.
- Primo ministro Gontard, interpretato da Adrian Schiller.
- Charon, interpretato da Ashley Walters.
- Flea, interpretata da Fiona Glascott.
- Émile de Mauvoisin, interpretato da Anton Lesser.
- Jean de Mauvoisin, interpretato da Christophe Gilland.
- Pastore Ferrand, interpretato da Michael Jenn.
- Maria de' Medici, interpretata da Tara Fitzgerald.
- Agnès Rocher, interpretata da Amy Nuttall.
- Tenente Vincent, interpretato da Simon Merrells.
- Padre Duval, interpretato da David Burke.
- Contessa Ninon de Larroque, interpretata da Annabelle Wallis.
- Padre Luca Sestini, interpretato da John Lynch.
- Patologo, interpretato da Mark Williams.
- Martin Labarge, interpretato da Vinnie Jones.
- Alice Clerbaux, interpretata da Zoë Tapper.
- Charlotte Mellendorf, interpretata da Charlotte Hope.
- Conte Mellendorf, interpretato da Roger Ringrose.
- Gallagher, interpretato da Lochlainn O Mearáinn.
- Sorella Hélène, interpretata da Alice Patten.
- Sarazin, interpretato da Sean Pertwee.

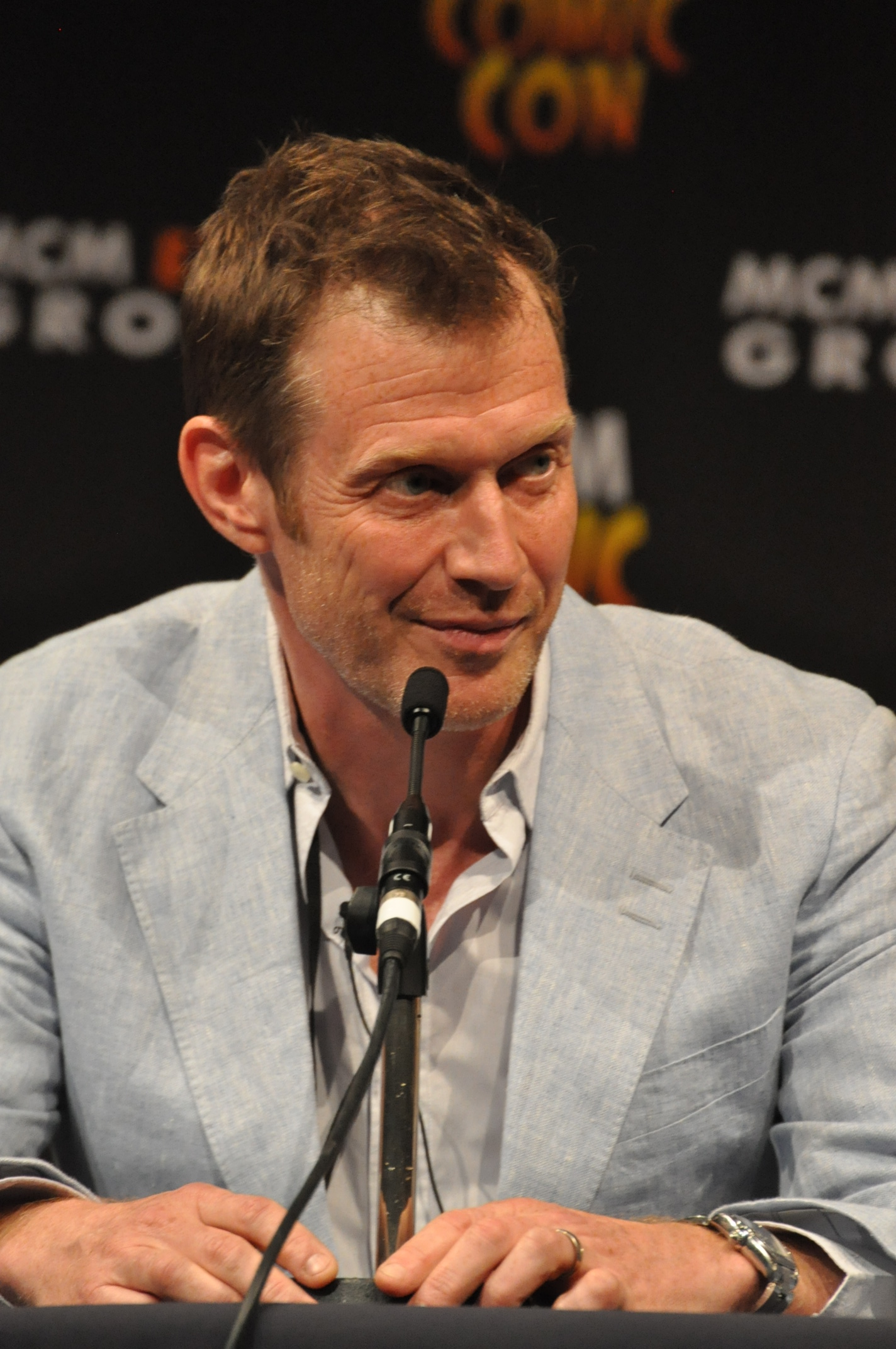
Jason Flemyng interpreta Vadim
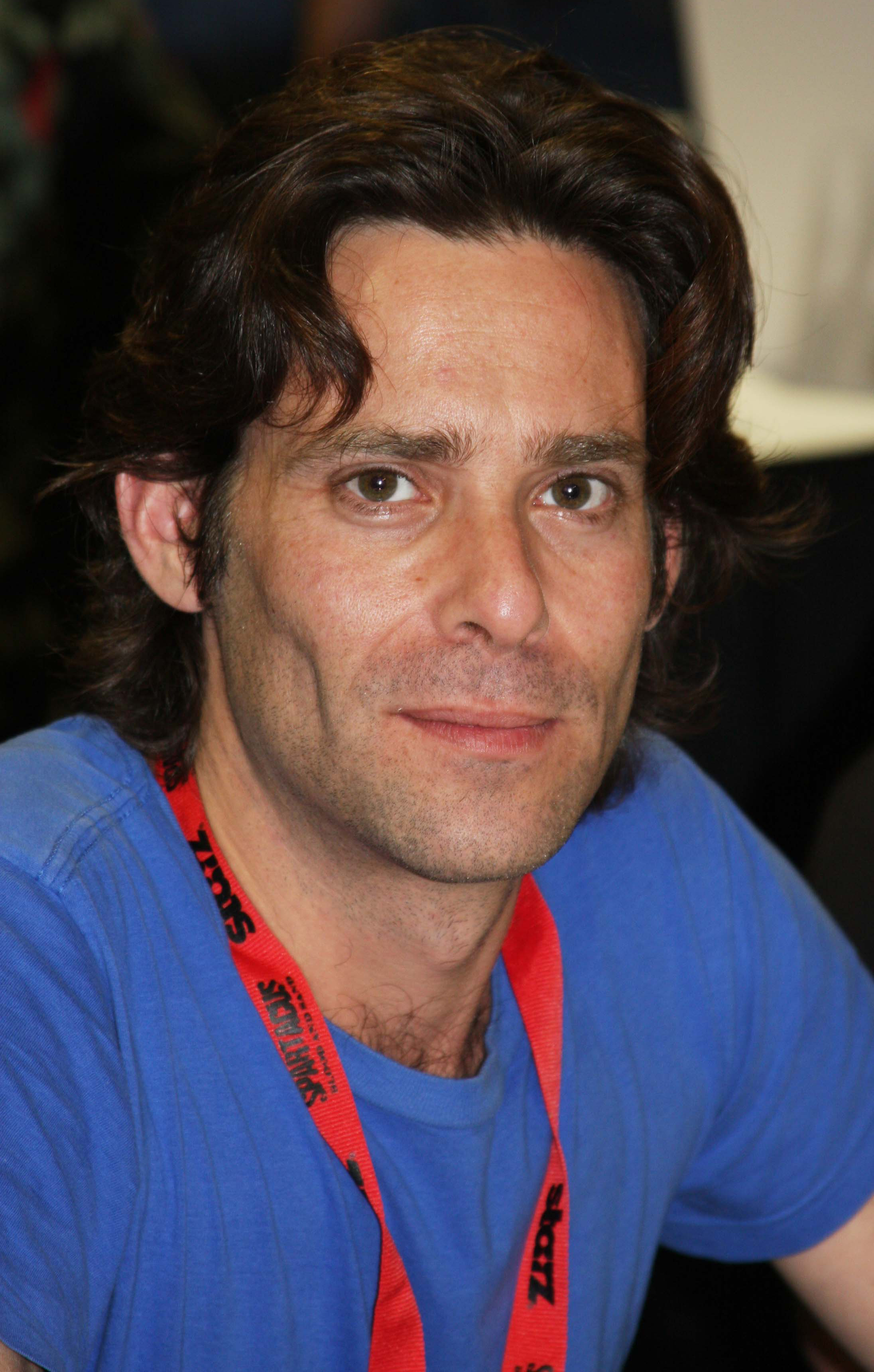
James Callis interpreta Émile Bonnaire
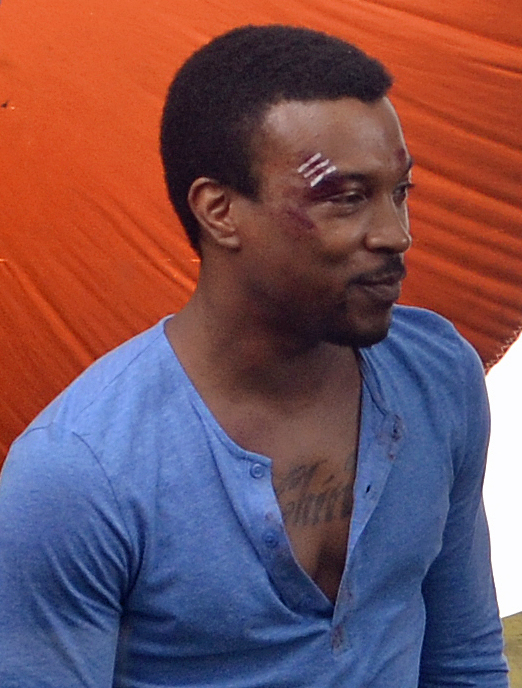
Ashley Walters interpreta Charon
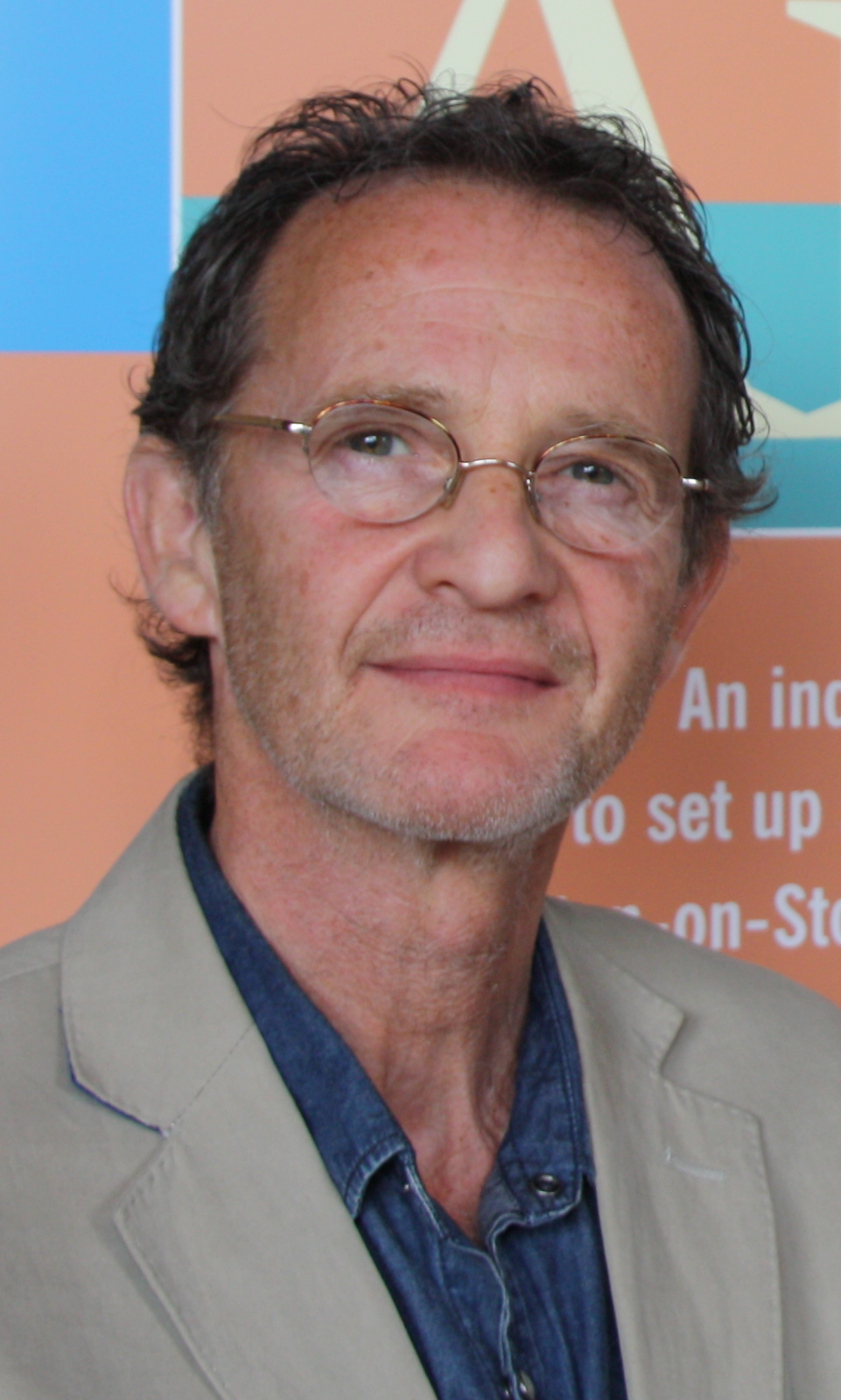
Anton Lesser interpreta Émile de Mauvoisin
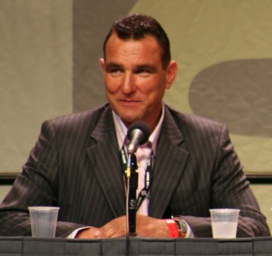
Vinnie Jones interpreta Labarge
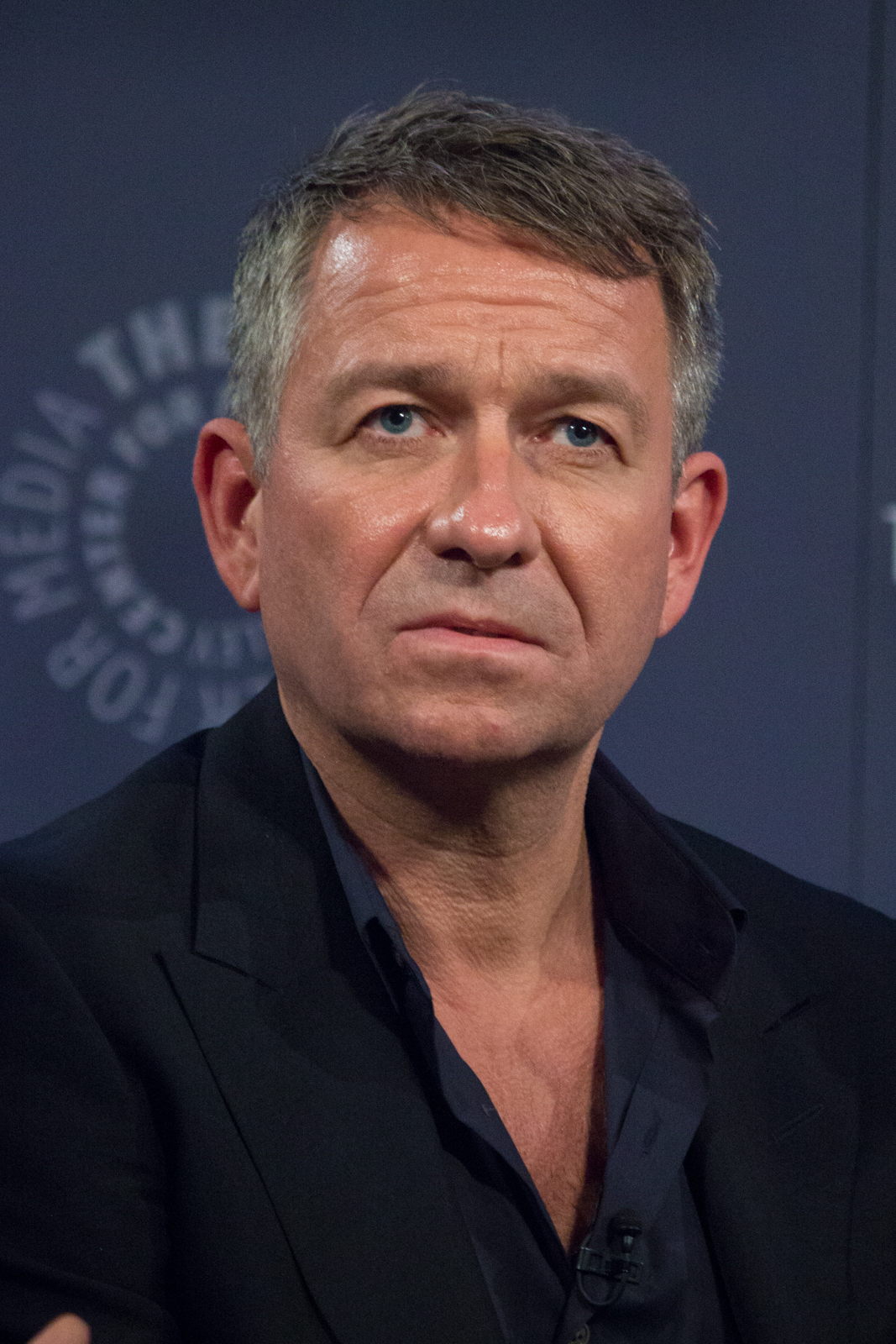
Sean Pertwee interpreta Sarazin

### Introdotti nella seconda stagione
- Don Fernando Perales, interpretato da Will Keen.
- Generale de Foix, interpretato da Dominic Mafham.
- Marguerite, interpretata da Charlotte Salt.
- Lucie de Foix, interpretata da Olivia Llewellyn.
- Sébastien Lemaître, interpretato da Brian McCardie.
- Gus, interpretato da Christopher Fulford.
- Pierre Pépin, interpretato da Micah Balfour.
- Tariq Alamán, interpretato da Colin Salmon.
- Samara Alamán, interpretata da Antonia Thomas.
- Generale Baltasar, interpretato da Finbar Lynch.
- Dottor Lemay, interpretato da Ed Stoppard.
- Émilie di Duras, interpretata da Emma Lowndes.
- Josette, interpretata da Ellie Haddington.
- Jeanne, interpretata da Linzey Cocker.
- Bertrand, interpretato da Steve Evets.
- Renard de Louviers, interpretato da Miles Anderson.
- Edmond de Louviers, interpretato da Barney White.
- Catherine de Garouville, interpretata da Marianne Oldham.

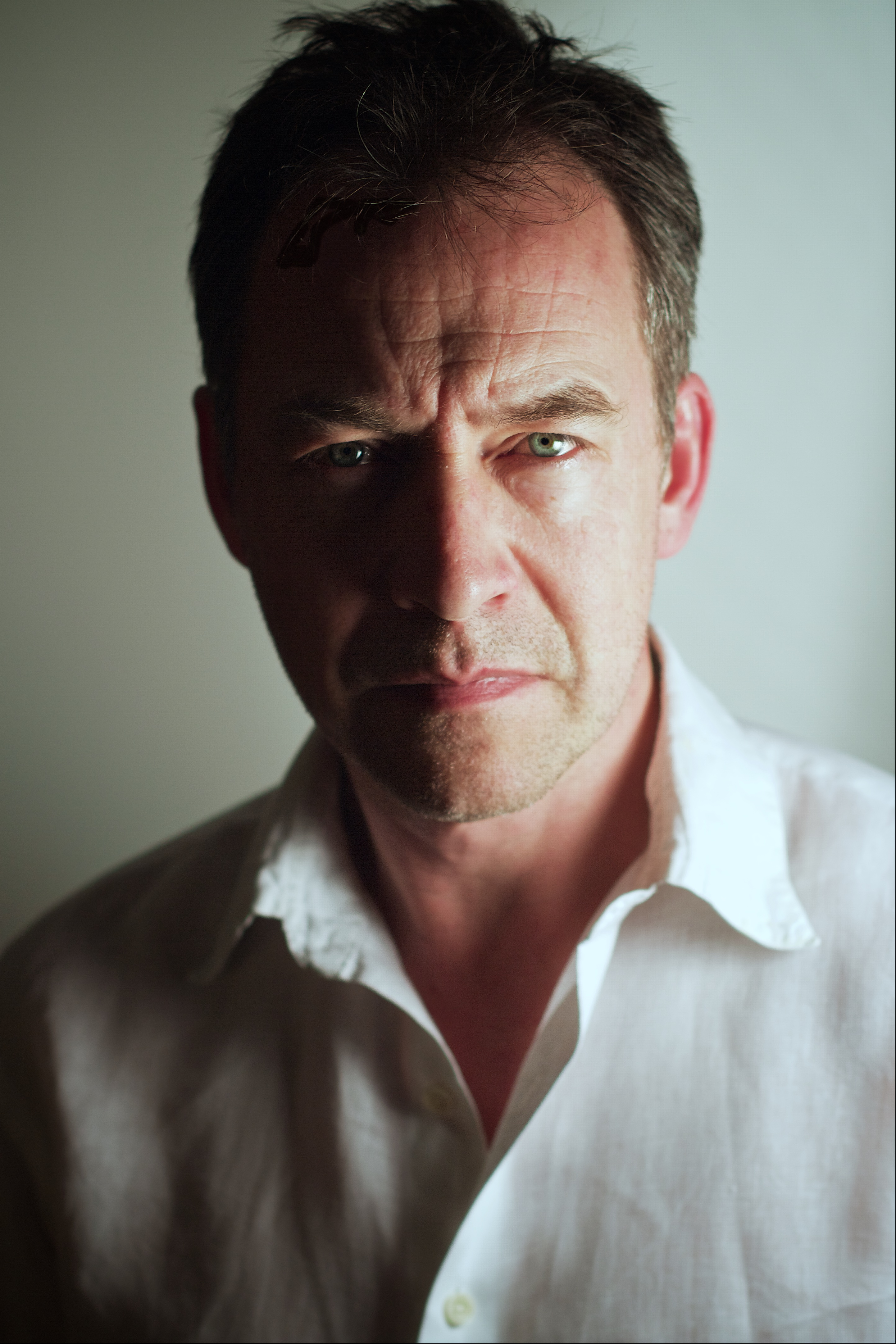
Dominic Mafham interpreta il Generale de Foix
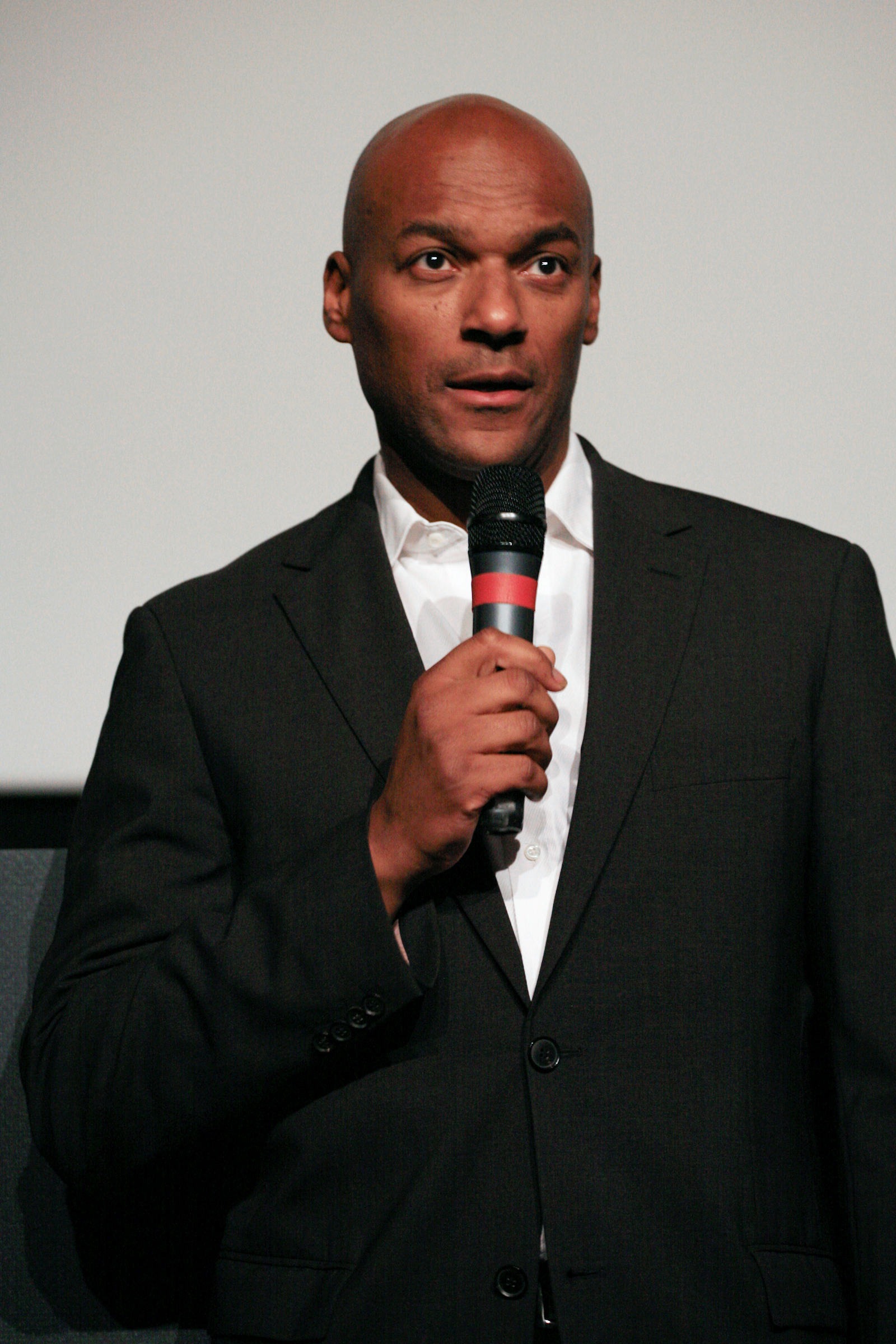
Colin Salmon interpreta Tariq Alamán
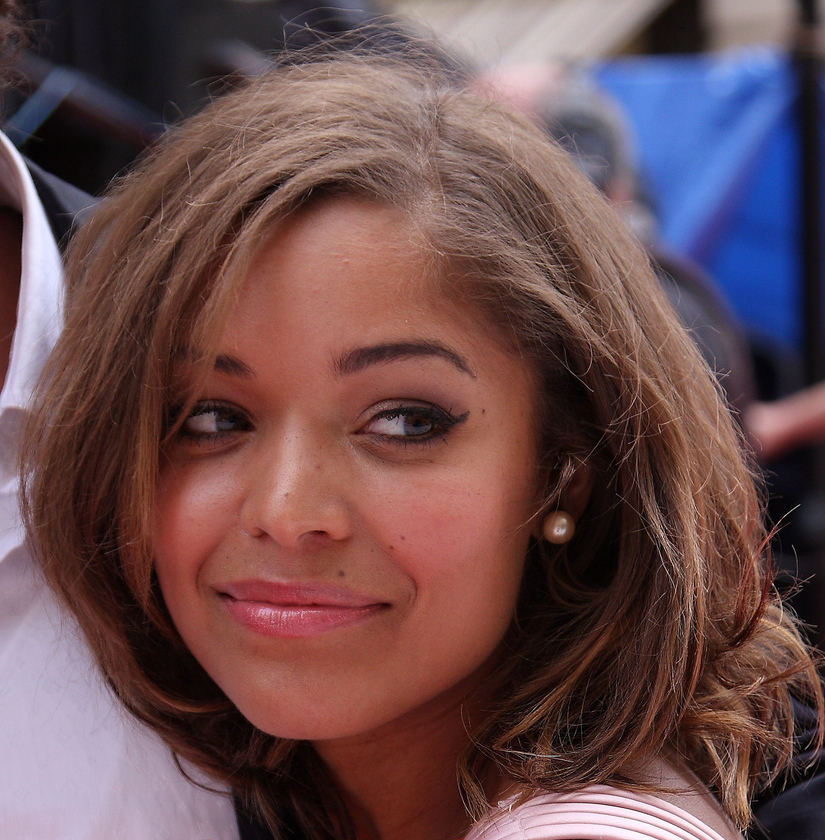
Antonia Thomas interpreta Samara Alamán
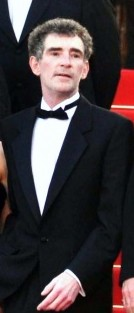
Steve Evets interpreta Bertrand